# Clathria piniformis
Clathria piniformis är en svampdjursart som först beskrevs av Carter 1885.  Clathria piniformis ingår i släktet Clathria och familjen Microcionidae. Inga underarter finns listade i Catalogue of Life.